# Ceracis quadricornis
Ceracis quadricornis es una especie de coleóptero de la familia Ciidae.

## Distribución geográfica
Habita en México, Costa Rica y Estados Unidos.